# Aplogompha auripunctaria
Aplogompha auripunctaria är en fjärilsart som beskrevs av J. Peter Maassen 1890. Aplogompha auripunctaria ingår i släktet Aplogompha och familjen mätare. Inga underarter finns listade i Catalogue of Life.